# Jörns stationshus
Jörns järnvägsstation är ett byggnadsminne i Jörn, Västerbotten. 

## Historia
Sveriges riksdag beslutade 1854 att staten skulle bygga och förvalta stambanor i Sverige. Arbetet med bygget av stambanorna påbörjades direkt efter beslutet. Stationerna förlades i obebyggda områden för att skapa tillväxtcentra där stambanornas stationer blev knutpunkter för de statliga och privata järnvägslinjerna. Stambanan genom övre Norrland byggdes ut på 1880- och 90-talen. En av stationerna förlades i närheten av det gamla sockencentrat Österjörn och fick namnet Jörn. Arbetet med banan var arbetskrävande och det dröjde till slutet av 1893 tills banan var framme vid Jörns station. Jörns station ritades av Folke Zettervall och blev, tillsammans med järnvägshotellet i Jörn, de första två byggnaderna som uppfördes i Jörn. Stationshuset invigdes den 2 augusti 1894, samma år som stambanan var färdig i sin helhet till Boden. Det kungliga invigningståget anlände samma dag klockan 12:23.

## Byggnaden
Jörn station är två våningar. Den står på en sockel av huggen sten och är byggt i svartjärat timmer. Den är försedd med associationer åt det fornnordiska, vilket kan härledas till den då populära nationalromantiken. 
Fönstren är av korspostmodell. Dörr- och fönstersnickerier är målade i grönt med röda omfattningar. Färgsättning liksom exponering av byggnadsmaterial och konstruktionsdetaljer är typiskt för den nationalromantiska arkitekturen. Jörns station är en av en mängd liknande stationshus uppförda av SJ i Norrland under 1890-talet. Övriga är dock regel mer eller mindre utan dekor och klädda i panel. Andra liknande stationshus är Vännäs station och Bodens centralstation. Byggnaden byggnadsminnesförklarades 2001.